# Grant Ward
Grant Douglas Ward je fiktivní postava, která se poprvé objevila v Marvel Cinematic Universe, než se poté objevila v komiksech Marvel Comics. Postava, kterou vytvořili Joss Whedon, Jed Whedon a Maurissa Tancharoen, se poprvé objevila v pilotní epizodě seriálu Agenti S.H.I.E.L.D. a až do čtvrté série byl hrán Brettem Daltonem.

## Fiktivní biografie
Grant Ward byl synen politiků, byl týrán rodiči a starším bratrem Christianem, když vyrůstal. Po útěku z vojenské školy, krádeži auta a pokusu zabít rodiče a bratra Christiana se Ward setká s Johnem Garrettem, agentem Hydry v S.H.I.E.L.D.u, který ho navštívil v domově pro mladistvé. Garrett řekl Wardovi, že jeho rodiče vznášejí obvinění a jeho bratr Christian žádá soud, aby ho nechal soudit jako dospělého. Garrett vytrénuje Warda, aby byl zkušený agent. Po odhalení světu, že Hydra se ukrývá v S.H.I.E.L.D.u, se spojí Ward s Garrettem a společně bojují proti S.H.I.E.L.D.u a týmu Phila Coulsona. Po smrti Garretta se Ward stává vězněm S.H.I.E.L.D.u.
Grant unikne z vazby, zabije bratra Christiana, jeho rodiče a infiltruje Hydru, aby dokázal splnit slib, který dal Skye, a to setkat se s jejím otcem. Navzdory tomu Skye střelí Warda. Tomu se ale podaří utéct s pomocí agentky 33, Karou. Ward později rozvíjí romantický vztah s Karou. Ve snaze zabít ty, kteří přišli zachránit unesenou Bobbi Morseovou, Grant omylem zabije Karu, v domění, že zabil Melindu Mayovou. Obviňuje z toho S.H.I.E.L.D., a tak se rozhodne být novým vůdcem Hydry, aby mohl S.H.I.E.L.D. zastavit.
Spojením sil s jedním z předchozích vůdců Hydry, Gideonem Malickem, cestuje Ward portálem na mimozemskou planetu při hledání starodávného Inhumana Hivea, tam je ale zabit Coulsonem. To umožňuje Hiveovi použít Wardovo tělo jako hostitele.

### Framework
V jiné realitě, Frameworku, vytvořené Holdenem Radcliffem je Ward přítel Skye a agent Hydry. Později je odhaleno, že je stále dvojitým agentem, ale nyní pracuje pro S.H.I.E.L.D. vedený Jeffreym Maceem. K S.H.I.E.L.D.u, v této realitě, se dostal díky náboru Victoriou Handovou v mladém věku.